# Alois Petr
Alois Petr (Tužín, 26 december 1889 – Praag, 14 december 1951), was een Tsjecho-Slowaaks politicus.
Hij was voorzitter van een katholieke vakbond. Van 1925 tot 1939 was hij afgevaardigde voor de katholieke Tsjecho-Slowaakse Volkspartij in het parlement.
Tijdens de Tweede Wereldoorlog was hij lid van het verzet. Na de oorlog was hij vicepremier (1945-1948) in de regeringen van Zdeněk Fierlinger (socialist) en Klement Gottwald (communist). Van 1945 tot zijn dood was hij lid van het parlement voor de Tsjecho-Slowaakse Volkspartij. Samen met Priester Josef Plojhar behoorde hij tot de linkervleugel van de Tsjecho-Slowaakse Volkspartij. Na de februari-coup van 1948 toen de communisten de macht grepen werd Alois Petr minister van Transport en voorzitter van de Tsjecho-Slowaakse Volkspartij. Hij stond een nauwe samenwerking met de communisten voor.